# Xã Levant, Quận Grand Forks, Bắc Dakota
Xã Levant (tiếng Anh: Levant Township) là một xã thuộc quận Grand Forks, tiểu bang Bắc Dakota, Hoa Kỳ. Năm 2010, dân số của xã này là 58 người.